# Stefano Lomellini
Stefano Lomellini (Génova, 1683 - Génova, 1753) foi o 161.º Doge da República de Génova.

## Biografia
Lomellini era conhecido como um Doge "por obrigação", pois nunca quis ser o Doge da República. Apenas três meses após a sua nomeação reformulou o mesmo pedido de isenção, que já tinha feito ao ser eleito, mas desta vez citando problemas de saúde e, tendo obtido resposta favorável, e após o pagamento da isenção de 30.000 libras genovesas, ele conseguiu abdicar livremente no dia 7 de junho de 1752, episódio que não acontecia desde 1625, quando o Doge Federico De Franchi Toso, após a eclosão das hostilidades com os piemonteses, preferiu renunciar para antecipar as eleições aduaneiras. Consequentemente, ele deixou a vida política para abraçar a vida religiosa, tornando-se sacerdote. Um mandato muito curto, e acima de tudo nunca aceite, Lomellini nunca chegaria ao final do mandato caso tivesse permanecido, pois viria a falecer em Génova nos primeiros meses de 1753.